# Leigh Fetter
Leigh Fetter (Louisville, Estados Unidos, 23 de mayo de 1969) es una nadadora estadounidense retirada especializada en pruebas de estilo libre corta distancia, donde consiguió ser subcampeona mundial en 1991 en los 50 metros estilo libre.

## Carrera deportiva
En el Campeonato Mundial de Natación de 1991 celebrado en Perth (Australia), ganó la medalla de plata en los 50 metros estilo libre, con un tiempo de 25.50 segundos, tras la china Yong Zhuang  (oro con 25.47 segundos) y empatada con la francesa Catherine Plewinski.